# Maria de Rússia (cap de la casa imperial de Rússia)
Maria de Rússia (Madrid, Espanya, 1953) és la gran duquessa de Rússia i cap de la casa imperial de Rússia des de l'any 1992, any en què morí el seu pare, el gran duc Vladimir de Rússia.

## Llinatge
Descendent directe del tsar Alexandre II de Rússia i de la seva muller, la princesa Maria de Hessen-Darmstadt, Maria nasqué el dia 23 de desembre de l'any 1953 a la ciutat de Madrid. La gran duquessa era filla del gran duc Vladimir de Rússia i de la princesa Leònida de Bagration-Moukhransky. Era, per tant neta del gran duc Ciril de Rússia i de la princesa Victòria Melita del Regne Unit. Entre d'altres, és descendent del tsar Alexandre II de Rússia i de la reina Victòria I del Regne Unit de la qual és rebesneta a través del príncep Alfred del Regne Unit.
De professió metge, la gran duquessa esdevingué cap de la casa imperial de Rússia, a part de tsarina i autòcrata de totes les Rússies, l'any 1992. A més a més, ocupa la posició 109 a la llista de successió a la Corona britànica a través de la seva àvia la princesa Victòria Melita del Regne Unit.
El 22 de setembre de l'any 1976 la gran duquessa contreia matrimoni a Madrid en presència del rei Joan Carles I d'Espanya i de la reina Sofia amb el príncep Frederic Guillem de Prússia, net del kàiser Guillem II de Prússia. Frederic Guillem adoptà el títol de Gran duc Mikhaïl Pavlovitx de Rússia. La parella tingué un únic fill: SAI el gran duc Jordi de Rússia nascut el 1982 a Madrid que des de l'any 1998 ostentà el títol formal de tsarevitx de Rússia. L'any 1985 Frederic i Maria es divorciaren.

## Cap de la casa imperial
El lideratge de la Casa dels Romanov és extremadament discutit per diversos membres de la dinastia que es consideren més adequats o idonis per ocupar el càrrec que la gran duquessa. A continuació s'exposarà el debat dinàstic al voltant dels drets de la gran duquessa: 
L'associació de la Família Romanov reclama a la gran duquessa que s'integri a l'associació com a princesa Maria Vladimirovna de Rússia però sense cap aspiració formal sobre el tron. La gran duquessa argumenta que els membres de l'associació no són membres de la dinastia perquè són descendents de matrimonis morganàtics. L'associació argumenta que tant els pares com els avis de la gran duquessa violaren les lleis de matrimoni a les quals Maria s'aferra per reclamar el tron per ella.
Les objeccions que es fan a la gran duquessa són:
- El seu avi, el gran duc Ciril de Rússia es casà l'any 1905 amb la princesa Victòria Melita del Regne Unit sense l'aprovació explícita del tsar Nicolau II de Rússia. Els que recolzen a Maria diuen que finalment, l'any 1907, el tsar reconegué i aprovà el matrimoni concedint-li a la princesa el grau de gran duquessa Victoria Feodorovna de Russia.

- El gran duc Ciril de Rússia es casà amb una divorciada. La princesa Victòria Melita del Regne Unit havia estat prèviament casada amb el gran duc Ernest Lluís IV de Hessen-Darmstadt. Els que recolzen a Maria diuen que no existia cap llei en contra dels matrimonis amb persones divorciades i, per tant, aquest fet no elimina els drets de successió de Maria.

- El gran duc Ciril de Rússia i la princesa Victòria Melita del Regne Unit eren cosins en primer grau en ser nets del tsar Alexandre II de Rússia i l'església ortodoxa ho prohibia. Els que recolzen a Maria afirmen que tots els candidats són descendents de Nicolau I de Rússia i que aquest estava casat amb una cosina segona seva i que com que aquests matrimonis també eren prohibits ni els tsars Alexandre II de Rússia, ni el tsar Alexandre III de Rússia ni el tsar Nicolau II de Rússia haurien pogut esdevenir tsars ni els pretendents actuals tindrien cap dret. A més a més, els pro-Maria afirmen que amb l'aprovació del tsar el matrimoni ja era vàlid i els contraris diuen que el tsar no era ningú per canviar les llei de l'Església ortodoxa. Malgrat tot, l'església ortodoxa no condemna els descendents dels matrimonis entre cosins i per tant, Maria estaria capacitada per esdevenir tsarina.

En el moment del seu matrimoni, la gran duquessa Victòria era protestant no ortodoxa. Maria i els seus incondicionals diuen que aquest fet no implica res, ja que l'emperador aprovà el matrimoni. D'acord amb els que donen suport a la gran duquessa, el tsar designa qui dels membres de la família imperial s'ha de casar amb dones ortodoxes, normalment els de més alta posició. En el moment del seu matrimoni, el gran duc Ciril no ocupava una alt lloc en l'ordre dinàstic i al no existir una llei ortodoxa general que prohibeix el matrimoni amb protestants queda desfet l'argument. A més a més, la princesa Victòria Melita acabà abraçant la fe ortodoxa en una acte públic en presència del tsar i quan nasqué el seu fill, aquesta ja feia temps que pertanyia a l'Església ortodoxa.
La llei sàlica és un dels altres arguments en contra de Maria. Els que recolzen la gran duquessa afirmen que la llei sàlica instaurada pel tsar Pau I de Rússia no afecta les dones en cas que aquestes siguin l'última línia existent de la família. De totes maneres, en ser anomenada pel seu pare com a successora, es pot considerar que automàticament dites lleis van quedar derogades de facto.
Un dels altres punt en qüestió és el matrimoni dels pares de la gran duquessa. Els membres de l'associació dubten que la princesa Leònides Bragation-Moukhransky pertanyi a la Casa reial de Geòrgia tal com es diu. És cert que la casa Bragation governà Geòrgia fins a l'any 1810 però la branca a la qual pertany la princesa és una branca molt secundària i perdé l'estatus reial que únicament va recuperar quan fou l'única supervivent. Ara bé, després de la caiguda de l'URSS, es descobrí l'existència de membres vius de la família al sud de Rússia pertanyent al tronc principal de la dinastia Bragation, i d'aquesta manera la branca Moukharansky seguiria sense tenir l'estatus de reial.
En qualsevol cas, cap membre de la família imperial, compleix tots els requisits necessaris per poder esdevenir tsar o tsarina en cas que això passés. Ara bé, Maria Vladimirovna Romanova és la que compleix més requisits formals per esdevenir cap de la casa imperial de Rússia.